# Delitto senza passione
Delitto senza passione (Crime Without Passion) è un film statunitense del 1934 diretto da Ben Hecht e Charles MacArthur.